# 40ª Brigata fanteria di marina delle guardie "Krasnodar-Harbin"
L'40ª Brigata autonoma fanteria di marina delle guardie "Krasnodar-Harbin" (in russo 40-я отдельная гвардейская Краснодарско-Харбинская бригада морской пехоты?, 40-ja otdel'naja gvardejskaja Krasnodarsko-Charbinskaja brigada morskoj pechoty, unità militare 10103) è un'unità della Fanteria di marina russa, subordinata alla Flotta del Pacifico del Distretto militare orientale e con base a Petropavlovsk-Kamčatskij.

## Storia

### Unione Sovietica
L'unità venne fondata il 22 settembre 1918 come 2ª Divisione di fanteria "Nikolaevsk", composta da reggimenti organizzati sulla base di gruppi partigiani provenienti da Nikolaevsk, Novouzensk e Malousensk e da due distaccamenti di operai volontari di Balašov e Penza. Il 25 marzo 1919 fu ribattezzata 22ª Divisione fucilieri. Impiegata nella guerra civile russa nelle file della 4ª Armata dell'Armata Rossa, fra il 20 aprile e l'11 luglio 1919 difese la città di Ural'sk. In seguito venne trasferita sul fronte meridionale, dove combatté nel Caucaso settentrionale all'inizio del 1920, conquistando Krasnodar a marzo. Per questa azione il 25 dicembre 1921 la divisione venne ufficialmente intitolata alla città. Successivamente contintò a operare lungo le coste del Mar d'Azov, scontrandosi vittoriosamente contro le truppe del generale Wrangel presso la penisola di Taman'.
Alla fine della guerra civile l'unità rimase di stanza a Krasnodar, e negli anni successivi le venne distaccata la 74ª Divisione fucilieri territoriale "Taman". Il 21 febbraio 1931 venne insignita dell'Ordine della Bandiera Rossa. Nel 1937 la divisione fu trasferita in Estremo Oriente, dove l'anno successivo prese parte alle battaglie del lago Chasan e di Khalkhin Gol contro l'Impero giapponese.
Durante la seconda guerra mondiale la divisione non entrò mai in combattimento contro le forze della Germania nazista, ma svolse compiti di addestramento per il personale in partenza per il fronte orientale, inviandovi 6086 soldati fra il 1941 e il 1943. Nell'agosto del 1945 prese parte all'invasione sovietica della Manciuria, occupando la città di Harbin, alla quale fu dedicata.
Dopo la guerra venne assegnata alla sua attuale sede presso Petropavlovsk-Kamčatskij, dove il 17 maggio 1957 fu riorganizzata come 22ª Divisione fucilieri motorizzata.

### Federazione Russa
Ereditata dalla Russia in seguito allo scioglimento dell'Unione Sovietica, il 1º giugno 2002 la divisione è stata riorganizzata nella 40ª Brigata fucilieri motorizzata. Il 6 agosto 2007 è diventata un'unità di fanteria di marina e trasferita alla Flotta del Pacifico. Fra il 2009 e il 2013 l'unità è stata ridimensionata, diventando temporaneamente il 3º Reggimento fanteria di marina.

#### Guerra russo-ucraina
La brigata è stata impegnata in combattimento sin dai primi giorni dell'invasione russa dell'Ucraina del 2022. Il 25 febbraio un reparto corazzato dell'unità ha preso d'assalto la cittadina di Hostomel', trovandosi però circondato dalle forze ucraine e dovendo combattere per sfondare l'accerchiamento. Durante la fallita offensiva su Kiev la brigata ha subito gravi perdite, venendo ritirata in Bielorussia già il 19 marzo al fine di ripristinare la capacità operativa. All'inizio di aprile un gruppo tattico di battaglione della 40ª e uno della 336ª Brigata fanteria di marina sono stati impiegati durante la battaglia di Mariupol' in sostituzione dell'810ª Brigata fanteria di marina, gravemente logorata dai combattimenti urbani. Già a fine mese questo BTG, così come altri due della Morskaja pechota, è stato ritirato a causa delle troppe perdite subite. Alla fine di maggio parte della brigata è stata impiegata in Donbass in seguito allo sfondamento delle linee ucraine presso Popasna insieme alla 76ª Divisione d'assalto aereo e unità della 1ª Armata corazzata delle guardie, dove si è scontrata con la 24ª Brigata meccanizzata, rinforzata dal Battaglione Donbass e altri reparti ucraini. Nei giorni successivi è riuscita ad allargare con successo la breccia, avanzando verso sud e occupando il villaggio di Vyskryvka. Secondo il corrispondente dell'UNIAN Roman Cymbaljuk entro agosto almeno 400 militari della brigata erano stati uccisi in combattimento in Ucraina, che quindi è stata ricostituita grazie alla mobilitazione parziale indetta in Russia a partire da settembre 2022.
All'inizio di novembre la 40ª e la 155ª Brigata fanteria di marina, trasferite nel Donec'k meridionale, sono state mandate all'assalto del villaggio di Pavlivka a sud della roccaforte ucraina di Vuhledar, subendo elevatissime perdite nel giro di pochi giorni, pari ad almeno 300 fra morti e feriti. Ricostituite per la seconda volta, le due brigate sono state di nuovo impegnate in un'importante offensiva meccanizzata contro le posizioni della 72ª Brigata meccanizzata e della 68ª Brigata cacciatori ucraina a Vuhledar nell'inverno del 2023, venendo supportate dalla 136ª Brigata fucilieri motorizzata, tre reggimenti della DNR e uno di specnaz. Fra gennaio e febbraio i reparti meccanizzati russi hanno subito perdite catastrofiche a causa dei campi minati e dell'artiglieria nemica a sud della cittadina, lasciando sul terreno decine di carri armati e veicoli corazzati distrutti senza ottenere nessun successo permanente. Durante la primavera le due brigate sono quindi state nuovamente ricostuite dopo essere state ridotte allo stato di incapacità operativa, venendo temporaneamente rinforzate dalla 72ª Brigata fucilieri motorizzata prima che questa venisse trasferita sul fronte di Bachmut a maggio. Il 20 luglio 2023 la brigata è stata promossa a unità delle guardie per decreto del Presidente della Federazione Russa. È stata coinvolta nella controffensiva estiva ucraina, venendo impiegata in un contrattacco durante la difesa del villaggio di Urožajne, subendo pesanti perdite e venendo respinta dall'insediamento il 12 agosto. Nei mesi successivi è rimasta schierata nel settore fra Vuhledar e Velyka Novosilka. Alla fine di maggio è stata impiegata in combattimento in direzione di Urožajne, sostenendo la 5ª Brigata corazzata che è riuscita a raggiungerne la periferia meridionale. All'inizio di settembre, insieme alla 5ª Brigata corazzata e alla 37ª Brigata fucilieri motorizzata, ha lanciato un importante attacco nel settore di Vuhledar, riuscendo a occupare il villaggio di Prečystivka difeso dalla 58ª Brigata motorizzata.
A settembre un battaglione della brigata rinforzato da elementi di artiglieria è stato invece schierato nell'oblast' di Kursk per contrastare l'offensiva ucraina in territorio russo, dove ha effettuato un contrattacco presso il villaggio di Plechovo, a sud di Sudža, subendo diverse perdite ad opera della 129ª Brigata di difesa territoriale. Dopo aver partecipato alla conquista di Vuhledar all'inizio di ottobre, alla fine del mese la brigata ha ripreso ad avanzare verso nord in collegamento con altre formazioni russe e il 31 ottobre ha raggiunto e occupato la cittadina di Novoukraïnka. Gli elementi della brigata presenti nella regione di Kursk hanno invece continuato, senza successo, ad attaccare le posizioni ucraine a sud di Sudža nel corso del mese di novembre. Nel gennaio 2025 la brigata ha preso parte alla fase finale della battaglia per Velyka Novosilka, completando la conquista della città insieme alla 5ª Brigata corazzata il 26 del mese. L'11 maggio 2025 un attacco missilistico ucraino ha colpito un centro di comando della brigata a Ryl'sk, dove avrebbe ucciso due vice comandanti dell'unità, colonnello Dmitrij Petuchov e tenente colonnello Aleksandr Danilov. Nella seconda metà di luglio elementi della 40ª e 155ª Brigata fanteria di marina e del 30º Reggimento della 72ª Divisione fucilieri motorizzata impegnati nell'offensiva nell'oblast' di Sumy sono stati parzialmente circondati dal 225º e 425º Reggimento d'assalto ucraini presso Kindrativka, venendo costretti a ripiegare dopo aver subito gravi perdite pari a circa tre battaglioni.

## Struttura
- Comando di brigata
- Battaglione fanteria di marina
- Battaglione d'assalto aereo
- Battaglione corazzato
- Battaglione artiglieria semovente
- Battaglione artiglieria missilistica contraerei
- Battaglione ricognizione
- Battaglione logistico
- Compagnia genio
- Compagnia comunicazioni
- Compagnia manutenzione
- Compagnia guerra elettronica
- Compagnia cecchini
- Compagnia medica

## Comandanti

### Unione Sovietica
- Komdiv Vasilij Čapaev (1918)
- Komdiv Anatolij Dement'ev (1918 - 1919)
- Komdiv Aleksandr Sapožkov (1919)
- Komdiv Sergej Zacharov (1919 - 1920)
- Komdiv Sergej Gagarev (1920)
- Colonnello Rubim Ickovskij (1920) ad interim
- Colonnello Boris Majstrach (1920)
- Komdiv Ivan Šarskov (1920 - 1921)
- Komdiv Ivan Belov (1921 - 1922)
- Komdiv Michail Ol'šanskij (1922 - 1923)
- Komdiv Epifan Kovtjuch (1923 - 1926)
- Komdiv Jakov Pokus (1926 - 1929)
- Komdiv Il'ja Smirnov (1929 - 1932)
- Kombrig Konstantin Golubev (1933 - 1936)
- Komdiv Vladimir Kačalov (1936 - 1937)
- Kombrig Michail Dubkov (1937 - 1938)
- Colonnello Stepan Mamonov (1938 - 1939)
- Maggior generale Vasilij Semenov (1939 - 1942)
- Maggior generale Nikolaj Svirs (1942 - 1945)
- Colonnello Spiridon Fočkin (1946 - 1947)
- Maggior generale Ivan Beljaev (1947 - 1952)
- Maggior generale Aleksandr Žuravlëv (1952 - 1957)
- Maggior generale Fëdor Draenkov (1957 - 1959)
- Maggior generale Aleksandr Odincov (1959 - 1962)
- Colonnello Fedot Krivda (1962 - 1964)
- Maggior generale Pëtr Sysoev (1964 - 1967)
- Maggior generale Stepan Griščenko (1967 - 1969)
- Maggior generale Georgij Morozov (1969 - 1974)

### Federazione Russa
- Colonnello Vladimir Beljavskij (2016 - 2017)
- Colonnello Dmitrij Petuch (2017 - 2024)
- Maggior generale Evgenij Nikitin (2024 - in carica)[40]